# جلال‌آباد (انابد)
جلال‌آباد یک منطقهٔ مسکونی در ایران است که در دهستان صحرا واقع شده است. براساس سرشماری مرکز آمار ایران در سال ۱۳۹۵، این روستا کمتر از سه خانوار جمعیت داشته است.